# نادیا قاسم
نادیا قاسم (انگلیسی: Nadia Kassem؛ زادهٔ ۱۵ نوامبر ۱۹۹۵) ورزشکار هنرهای رزمی ترکیبی استرالیایی لبنانی است. وی از سال ۲۰۱۵ میلادی تاکنون مشغول فعالیت بوده‌است.